# Rivière Shiel
Pour les articles homonymes, voir Shiel.
 (juillet 2014).
Si vous disposez d'ouvrages ou d'articles de référence ou si vous connaissez des sites web de qualité traitant du thème abordé ici, merci de compléter l'article en donnant les références utiles à sa vérifiabilité et en les liant à la section « Notes et références ».
La rivière Shiel (Abhainn Seile en gaélique écossais) est un cours d'eau du district d'Acharacle (comté d'Argyll and Bute) en Écosse.

## Géographie
La rivière prend son origine dans le Loch Shiel, qu'elle draine jusque dans la mer à son estuaire à Dorlin. Son parcours total, long de quatre kilomètres, est entièrement navigable.

## Pêche
La rivière Shiel abrite saumon et truite de mer, ainsi que des truites de rivière. Il s'agit d'un site très en faveur auprès des pêcheurs à la ligne.